# دین
دین معمولاً به‌عنوان یک نظام اجتماعی-فرهنگی از رفتارها و اعمال تعیین شده، اخلاقیات، باورها، جهان بینی‌ها، متون، مکان‌های مقدس، پیشگویی‌ها یا سازمان‌ها تعریف می‌شود که عموماً بشریت را به عناصر ماوراء طبیعی، ماورایی و معنوی مرتبط می‌کند.
ادیان مختلف ممکن است حاوی عناصر مختلفی باشند یا نباشند، از چیزهای الهی، مقدسات، ایمان، یک موجود فراطبیعی یا موجودات ماوراء طبیعی، یا «نوعی غایت و تعالی که هنجارهایی را فراهم می‌کند. و قدرت تا آخر عمر». اعمال مذهبی ممکن است شامل مناسک، موعظه، دعا کردن، قربانی، فستیوال، اعیاد، خلسه، تشییع جنازه، مراسم ازدواج، مدیتیشن، دعا، موسیقی، هنر، رقص، خدمات عمومی، یا سایر جنبه‌های فرهنگ بشری ادیان دارای تاریخ‌ها و روایات مقدسی هستند که ممکن است در متون مقدس و نمادها و مکان‌های مقدس حفظ شود که بیشتر هدف آنها معنا بخشیدن به زندگی است. مذاهب ممکن است حاوی داستان‌های نمادین باشند، که گاهی توسط پیروان گفته می‌شود که درست است، که ممکن است سعی در توضیح منشأ حیات، جهان و سایر پدیده‌ها داشته باشد. از قدیم ایمان را علاوه بر عقل، منبع اعتقادات دینی دانسته‌اند.
تخمین زده می‌شود که ۱۰۰۰۰ دین متمایز در سراسر جهان وجود دارد. حدود ۸۴ درصد از جمعیت جهان به مسیحیت، اسلام، یهودیت، بودیسم یا هندوئیسم، و… نوعی از دین عامیانه وابسته هستند. جمعیتی که از نظر مذهبی وابستگی ندارند شامل کسانی می‌شود که با هیچ دین خاصی، ملحدان و ادم دینی همسانی ندارند. در حالی‌که غیرمذهبی‌ها در سطح جهانی رشد کرده‌اند، بسیاری از غیر مذهبی‌ها هنوز عقاید مذهبی مختلفی دارند.
مطالعه دین شامل طیف گسترده‌ای از رشته‌های دانشگاهی، از جمله الهیات، فلسفه دین، دین تطبیقی، و مطالعات علمی اجتماعی است. نظریه‌های دین، تبیین‌های گوناگونی برای منشأ و عملکرد دین ارائه می‌کنند، از جمله مبانی هستی‌شناختی هستی و اعتقاد دینی.

## مفهوم و ریشه‌شناسی
واژهٔ دین در فارسی

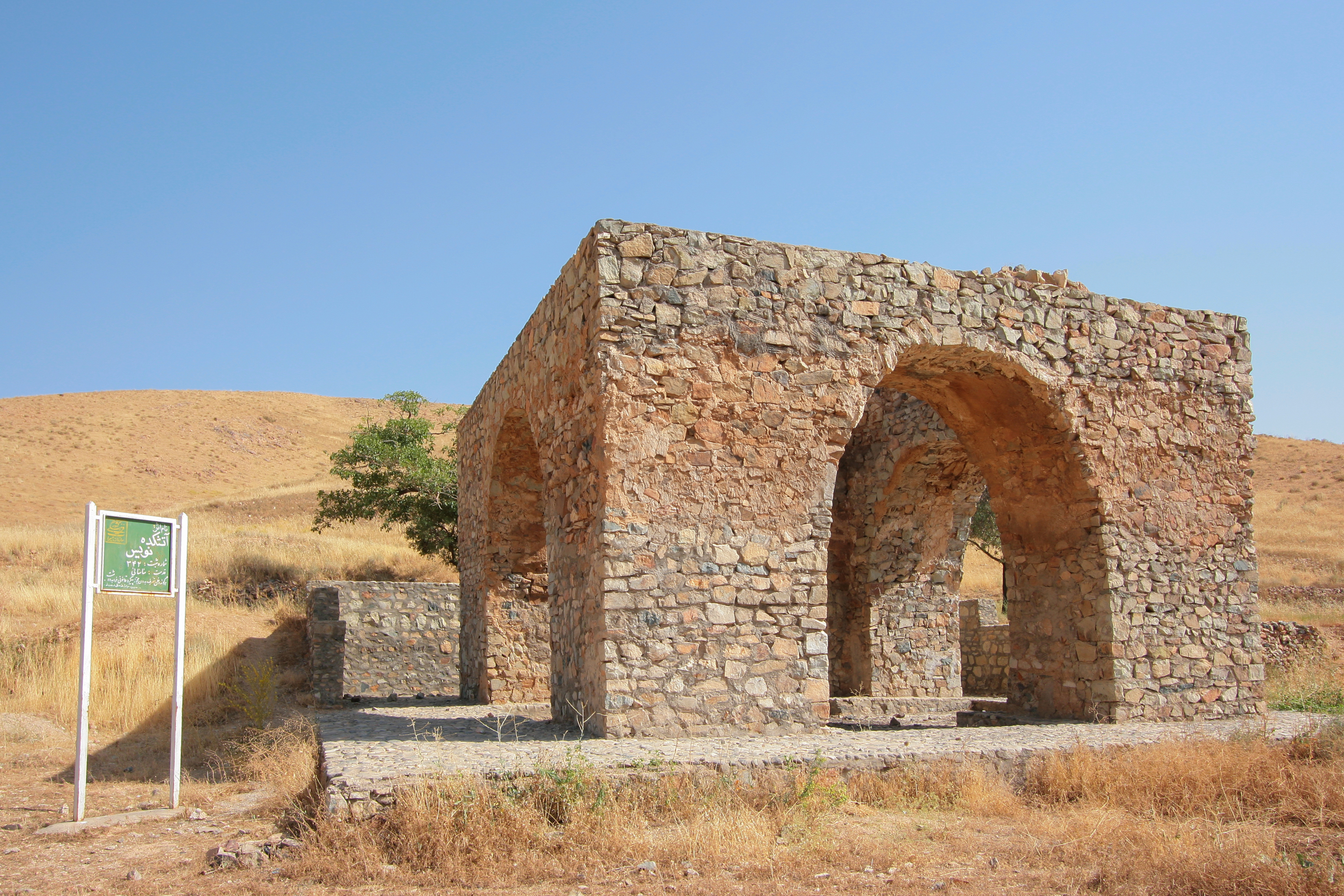
یک چهارطاقی یا آتشکده، (پرستشگاه دیانت زرتشتی) بر جای مانده از دوره ساسانی در منطقه نویس

واژهٔ دین در زبان‌های ایرانی ریشه دارد. واژه دین از واژه اوستایی دَئِنا ریشه می‌گیرد. خود واژه دئنا به ریشه کارواژه «دا» به معنی اندیشیدن و شناختن می‌رسد. واژه دهی در سانسکریت نیز از همین ماده ریشه گرفته است. پس از نوشته‌های اوستایی دئنا در وندیداد دیده می‌شود. در وندیداد دئنا یا دین ارواح خوب و خالص را به بهشت رهنمود می‌سازد.
در زبان اوستایی و نیز پارسی میانه به همکردها (ترکیب‌ها) یی گوناگونی از این واژه برمی‌خوریم مانند: دین آگاهی، دین بُرداری (نمایش دینی)، دینکرد (کردار دینی)، دین یشت (نام شانزدهمین یَشت از یشتهای بیست و یک‌گانه اوستا) و جز اینها.
واژهٔ religion در دیگر زبان‌ها
religion/دین (از واژهٔ فرانسوی religion به معنای «جامعه دینی» و واژهٔ لاتین religionem (اسم religio) به معنای «احترام به چیزی مقدس، احترام به الهه‌ها»، «تعهد، رابطه بین بشر و الهه‌ها») ریشه در واژهٔ لاتین religio دارد، ریشه‌های اصلی آن نامشخص هستند. یک احتمال، ریشه یابی از واژهٔ مشابه le-ligare است، یعنی تفسیر منسوب به سیسرون که Lego «خواندن»، یعنی re (دوباره) و lego در مفهوم «انتخاب کردن»، «دوباره مرور کردن» یا «با احتیاط اندیشیدن» را بهم مرتبط می‌سازد. پژوهشگران معاصر مانند تام هارپور و جوزف کمبل ریشه یابی ازLigare «پیوند داشتن، رابطه داشتن» را احتمالاً از واژهٔ پیشوندی re-ligare، یعنی re (دوباره) و ligare «رابطه داشتن» میسر می‌سازند.
اکثر زبان‌ها دارای واژگانی هستند که می‌توان آن‌ها را «دین» ترجمه کرد، ولی ممکن است کاربردهای متفاوتی داشته باشند، و بعضی زبان‌ها هیچ واژه‌ای برای دین ندارند؛ مثلاً، واژهٔ سانسکریت dharma، را گاهی «دین» ترجمه کردند که به معنای شرع است. در جنوب آسیای باستان، مطالعهٔ شرع شامل مفاهیمی مانند ریاضت کشیدن برای رسیدن به تقوا و انجام آداب و رسوم تشریفاتی و عملی بود. در ژاپن قرون وسطایی، رابطهٔ مشابهی بین «قانون امپراتوری» و قانون جهانی یا «قانون بودایی» وجود داشته است، ولی این قوانین بعدها به منابع مستقلی از قدرت تبدیل گشتند. واژه‌های دیگری مانند کیش و مذهب گاه به همان معنی دین و گاه به معنی زیرشاخه‌هایی از یک دین بکار می‌روند.
در زبان عبری، معادل دقیقی برای religion وجود ندارد، و یهودیت بین هویت‌های دینی، ملی، نژادی، یا قومی تمایزی قائل نمی‌شود. یکی از مفاهیم اصلی آن، halakha است که گاهی «شرع» ترجمه می‌شود، که راهنمای انجام تکلیف دینی و اعتقاد و اکثر جنبه‌های زندگی روزمره می‌باشد.
مفهوم
دین مجموعه‌ای از نظام‌های فرهنگی، اعتقادی و جهان بینی‌هایی است که با ایجاد نمادهایی، انسان را به ارزش‌های روحانی و گاه به ارزش‌های معنوی ارتباط می‌دهد. بیشتر ادیان با شرح روایات، الگوها، سنن و تاریخ‌های مقدسشان قصد دارند که به زندگی معنا دهند یا به هستی‌شناسی بپردازند. آن‌ها مایلند تا اصولی اخلاقی، دینی یا یک سبک زندگی بهتری از ایده‌هایشان را دربارهٔ ماهیت انسان و جهان هستی ارائه دهند.
گاهی واژهٔ دین با ایمان یا نظام اعتقادی اشتباه گرفته می‌شود، اما دین با باور شخصی که جنبهٔ عمومی دارد متفاوت است. اکثر ادیان رفتارهایی همچون مراحل سلوک روحانی، تعریفی که پیروان یا اعضای همان دین از آن دارند، مجامع عمومی، نشستهای منظم [مذهبی] یا خدماتی که به منظور حل مشکلات یا عبادات [انجام می‌شود] مکان‌های مورد احترام (چه طبیعی باشد یا بنا شده) یا کتاب‌های مقدس سازماندهی می‌شوند. اعمال [مذهبی] یک دین همچنین ممکن است شامل آیین‌ها، مراسم یادبود از نعمتهای یک خدا یا خدایان، قربانی‌ها، جشن‌ها، ضیافت‌ها، بیخودی، تشرّف، مراسم تدفین، خدمات ازدواج و نکاح، مراقبه، موسیقی، هنر، رقص، خدمات عمومی یا دیگر جنبه‌های فرهنگی انسان شود.

## تعریف

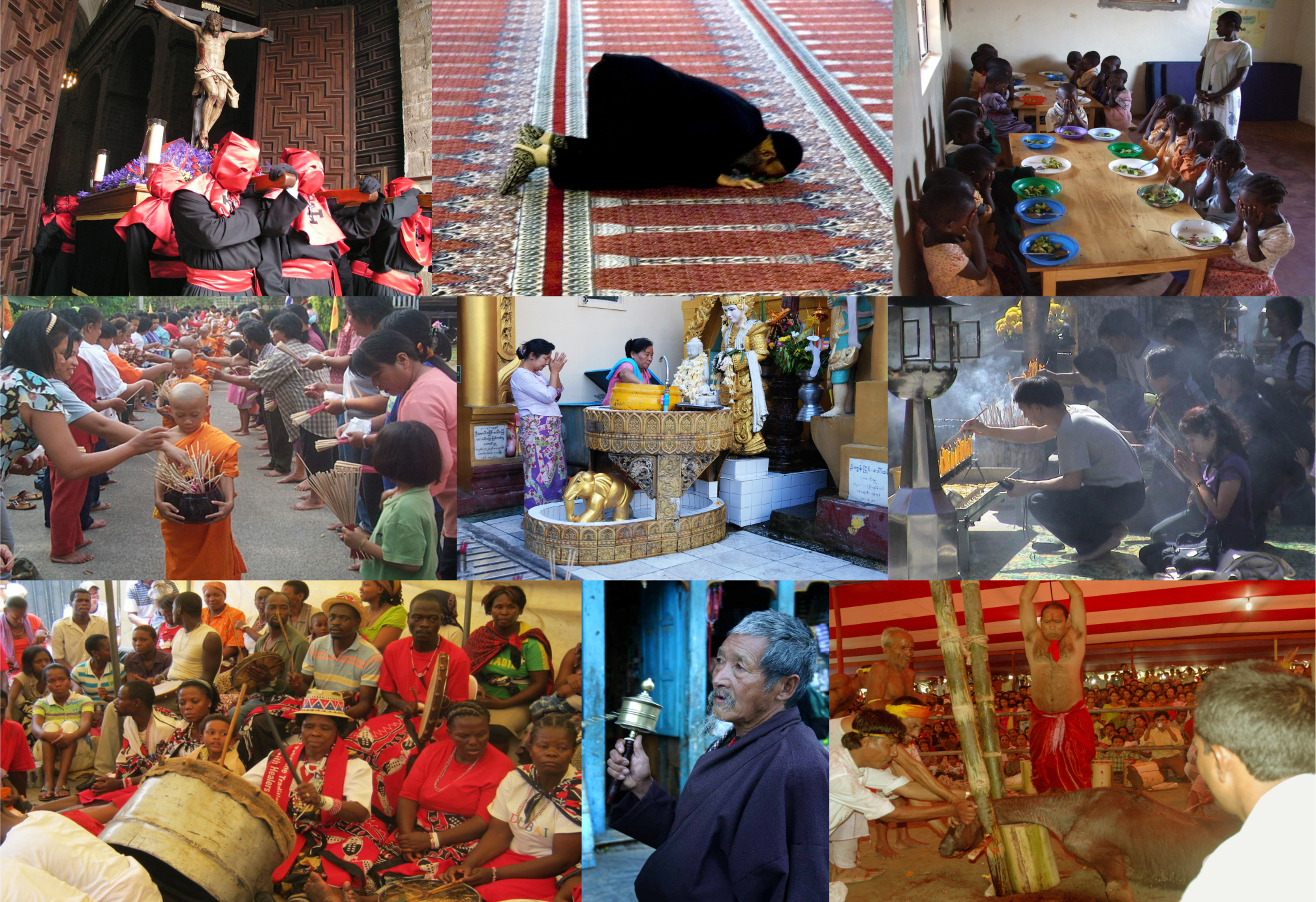
اعمال دینی مختلف

دین می‌تواند بخش مرکزی هویت فرد باشد. فرهنگ لغت‌های مدرن دین را یک سیستم سازمان یافته از اعتقادات و مناسک با محوریت یک موجود یا موجودات ماوراء طبیعی تعریف می‌کنند. تعلق به یک مذهب اغلب بیش از به اشتراک گذاشتن اعتقادات آن و شرکت در مراسم آن است. همچنین به معنای بخشی از یک اجتماع و گاهی فرهنگ است. ادیان جهان از جهات مختلف شبیه هم هستند. استفان پروترو، محقق، از این شباهت‌ها به عنوان «شباهت‌های خانوادگی» یاد می‌کند. همه ادیان شامل مناسک، کتاب مقدس و روزهای مقدس و مکان‌های تجمع هستند.
امیل دورکیم:

دین را این گونه تعریف می‌کند «دین نظامی است یگانه از اعتقادات و اعمال مربوط به امور مقدّس ـ جدا از امور غیرمقدّس و ممنوع. این اعتقادات و اعمال کسانی که به آن‌ها باور دارند را در یک مجتمعی معنوی به نام «کلیسا» (سازمان دینی) متحد می‌کند. چیزهای مقدس محدود به خدایان یا ارواح نیستند. برعکس، یک چیز مقدس می‌تواند سنگ، درخت، چشمه، سنگریزه، تکه چوب، خانه، در یک‌کلام، هر چیزی مقدس باشد. باورهای دینی، اسطوره‌ها، جزم‌ها و افسانه‌ها، بازنمایی‌هایی هستند که ماهیت این مقدسات و فضایل و قدرت‌هایی که به آنها نسبت داده می‌شود را بیان می‌کنند.»

ویلیام جیمز:

دین عبارت است از احساس، اعمال و تجربه‌های افراد هنگام تنهایی، آنگاه که خود را در برابر هرآنچه الهی می‌نامند می‌یابند.

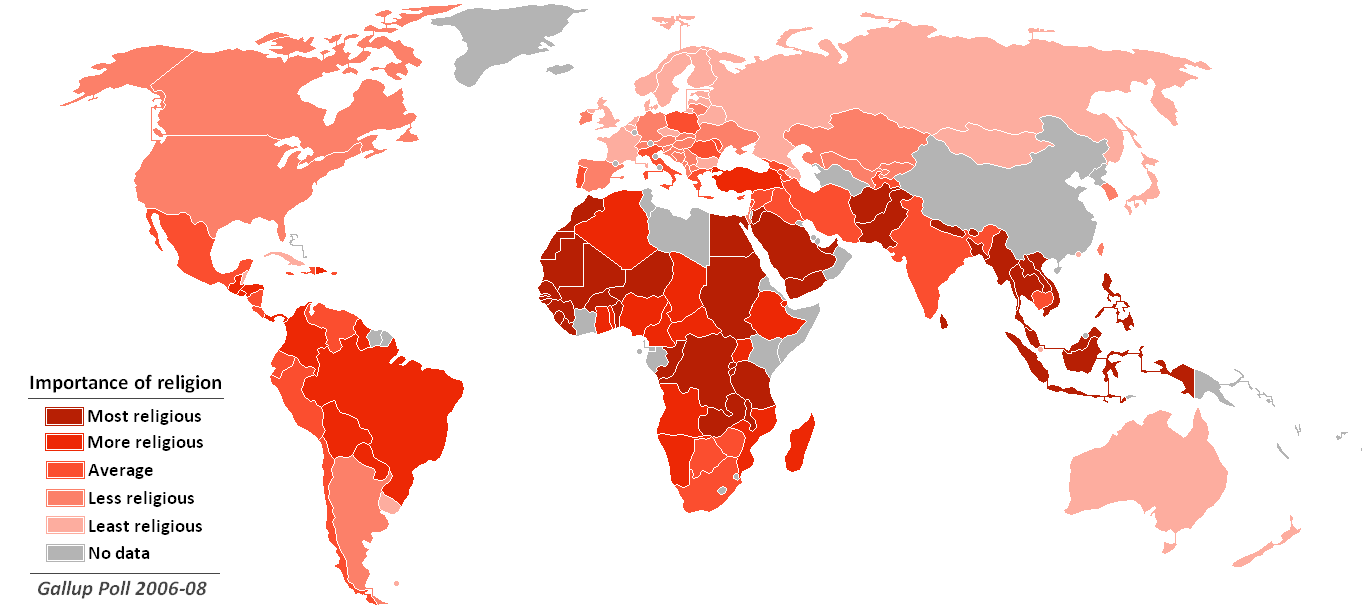
اهمیت دین در سطح جهان

شلایر ماخر:

 دین عبارت است از احساس خدا آگاهی.
کانت:

 دین عبارت است از شناخت تکالیف ما به عنوان احکام الهی.

## جنبه‌ها
می‌توان گفت در بعضی از ادیان بزرگان و عالمان آن دین سعی می‌کنند که بخش‌هایی از دستورها و عقاید دینی را به وسیلهٔ استدلال و برهان عقلی توجیه کنند و از این نظر قابل استناد به عقل بنظر برسند.
بعضی از ادیان نیز فراعقلی اند، یعنی بخش‌هایی از آن مستقل از عقل و بر مبنای عشق و عاطفه و احساسات و اعتقاداتی مبنی بر این امور اند و حتی گاهی بر پایه اعتقاداتی ناشی از تقلید از پدران قبیله و فامیل و اطرافیان است.
در باور پیروان ادیان، موجود یا موجوداتی که فراتر از قوانین جاری طبیعت هستند این جهان را آفریده و بر آن فرمان‌روایی می‌کنند و انسان می‌تواند از راه عبادت و پرستش او/آنان از واکنش آن موجود یا آن چند موجود استفاده نماید و به درجه‌ای از حس امنیت و آرامش برسد.
دربارهٔ این‌که «موجود آفریننده» مورد نظر ادیان چه خصوصیاتی دارد و تعداد و صفات و اهداف آن‌ها چیست و طول عمر و ابعاد و شمار پیام‌آوران آن‌ها چه تعداد و اندازه است در میان ادیان اختلاف نظرهای بسیار زیادی وجود دارد.
مجموعه دین از دو بخش تشکیل شده است:
1. آموزه‌ها و گزاره‌های اعتقادی (هست‌ها /اصول)
2. دستورهای عملی، اخلاقی و ارزشی که بر پایه آموزه‌های اعتقادی استوار شده‌اند (بایدها /فروع).

در ادیان مختلف، این آموزه‌های اعتقادی تلاش می‌کنند تا پاسخی برای درک معماهای هستی و آنچه درک نشدنی است (بی‌نهایت، مرگ) فراهم کنند.

### اساطیر

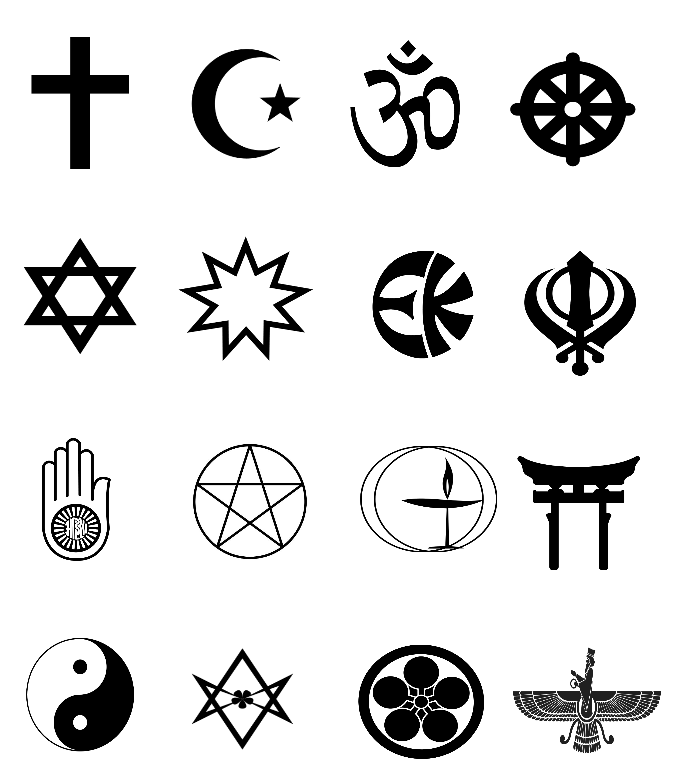
نماد ۱۶ دین

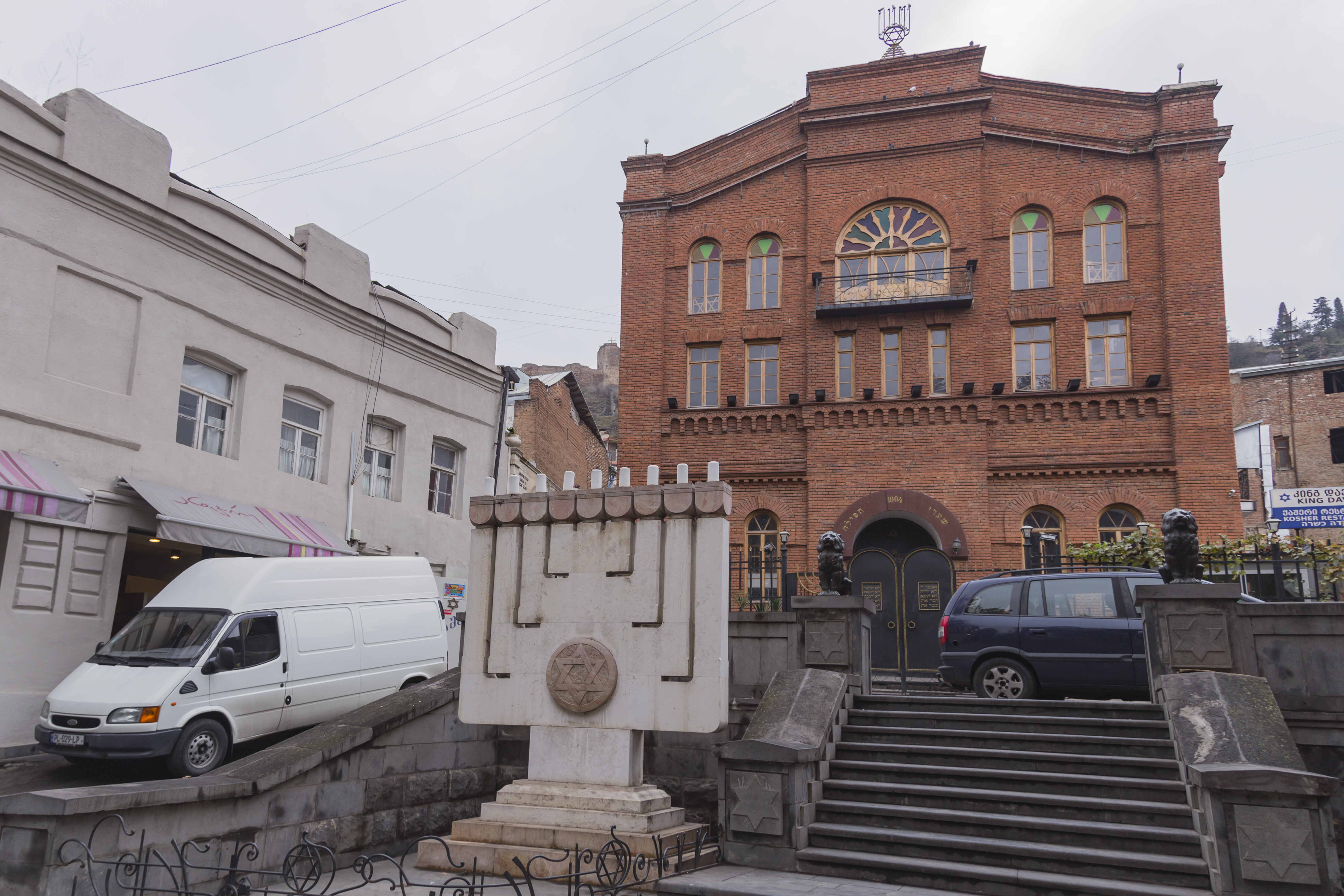
یک کنیسه در تفلیس پایتخت گرجستان (پرستشگاه دین یهودی از ادیان ابراهیمی)

برای آشنایی با دین باید ابتدا با مفهوم اسطوره آشنا شد زیرا بسیاری از داستان‌هایی که در دین عنوان می‌شوند مثل؛ آفرینش اولین انسان، مرگ و … ریشه در تاریخ و اساطیر یک قوم دارند.
اسطوره کلمه‌ای معرب است که از واژه یونانی هیستوریا (historia) به معنای «جستجو، آگاهی و داستان» گرفته شده است. برای بیان مفهوم اسطوره، در زبان‌های اروپایی از واژه myth به معنای افسانه و قصد و شرح و خبر استفاده شده است. اسطوره را باید داستان و سرگذشتی مربوط به فراسوی جهان مادی و ملموس دانست؛ که معمولاً اصل آن معلوم نیست. در اسطوره وقایع دوران اولیه آفرینش نقل می‌شود. به عبارت دیگر سخن از آنست که چگونه هر چیزی پدید می‌آید و به هستی خود ادامه می‌دهد؟ این دقیقاً یک سؤال فلسفی است اما اسطوره‌ها و افسانه‌ها به این سؤال از طریق تخیلات پاسخ می‌دهند نه از روی منطق.
شخصیت‌های اسطوره را موجودات مافوق طبیعی (خدایان) تشکیل می‌دهند و همواره هاله‌ای از تقدس؛ قهرمانان مثبت آن را فراگرفته است.
اسطوره نماد دوران پیش از دانش و نماد و نشان مشخص روزگاران باستان است. تحول اساطیر هر قوم و ملتی، معرف تحول شکل زندگی، دگرگونی ساختارهای اجتماعی و تحول اندیشه و دانش است. در واقع اسطوره نشانگر یک دگرگونی بنیادی در پویش بالارونده ذهن بشر است. اساطیر روایتی است که از طبیعت و ذهن انسان‌های نخستین ریشه می‌گیرد و برآمدهٔ رابطه دوسویه این دوست.
اسطوره ریشه تاریخی دارد؛ یعنی اگر از دید ساختاری به اسطوره‌های جوامع مختلف نگاه کنیم یک چیزهایی از آن جوامع را در روزگاران دور منعکس می‌کند. در آیین‌هایی انسان از گیاه خلق می‌شود؛ مثلاً در اوستا، انسان‌های اولیه دو گیاه بودند به نام‌های مشی و مشیانه؛ این اسطوره مخصوص زمانی است که انسان کشاورزی را می‌شناخته و در واقع رویش گیاه را می‌فهمد که تخم می‌رود زیر خاک، در می‌آید و رویش پیدا می‌شود و گیاهان ایجاد می‌شوند؛ بنابراین فکر می‌کند تشکیل انسان هم در آغاز مثل گیاه بوده است. در آیین‌هایی انسان از گل ساخته می‌شود مثلاً در اساطیر مصر باستان حتی یکی از خدایان، آدم را از گل درست می‌کند و می‌برد در کوره خورشید می‌پزد و آدم را به‌وجود می‌آورد؛ یعنی در واقع سفال‌گری؛ یعنی این اسطوره مخصوص دوره سفالگری است. پس یک اسطوره برای دوره کشاورزی است و یکی برای سفالگری. این معنای تاریخی دارد. دیگر اینکه اسطوره روی هوا پیدا نمی‌شود، اسطوره در جامعه پیدا می‌شود، مردمی هستند که اسطوره را خلق می‌کنند، بنابراین اسطوره با آن مردم ارتباط دارد. وقتی با مردم ارتباط دارد یعنی با تاریخ ارتباط دارد، با جامعه ارتباط دارد بنابراین می‌توان به اسطوره معنای تاریخی داد به شرطی که لوازم آن کار در اختیار باشد مثلاً نباید اسطوره را با تاریخ امروز تصویر کرد. یک اسطوره کهن باید جای تاریخی خودش را پیدا کند.
به‌طور خلاصه برای انواع اسطوره‌ها تعاریف زیر موجود است:
- اسطوره واکنشی است از ناتوانی انسان در مقابله با درماندگی‌ها و ضعف او دربرآوردن آرزوها و همچنین ترس از حوادث است. انسان‌ها همواره در مقابل بسیاری از پدیده‌های طبیعی ضعیف بوده‌اند (به خصوص درگذشته) بنابراین تنها راهی که همیشه آنان را امیدوار نگاه می‌داشته ساختن اسطوره‌ها و خدایان و متوسل شدن به نیروی آنان بوده است. البته در برخی از جوامع تعداد انگشت شماری از افراد به جای اکتفا به نیروی اساطیر و خدایان موهوم از نیروی تفکر خود استفاده کردند و به چاره اندیشی منطقی پیرامون پدیده‌ها پرداختند و علم را پایه‌ریزی کرند، اگر بشر امروزه بدین سطح از تمدن و تکنولوژی رسیده است نتیجه شک کردن همین تعداد انگشت شمار (در ادوار مختلف تاریخی) در بنیان‌های فکری جامعه و تلاش برای تغییر نگرش خود نسبت به محیط پیرامون بوده است.
- اسطوره داستان و تجسمی از احساسات آدمیان است. تکرار این داستان‌ها که در قالب آداب و رسوم سنتی و مراسم‌های آیینی برگزار می‌شود به آدمیان واقعیت و حقانیت می‌بخشد؛ و در نهایت به او توهم بهترین موجود هستی بودن را می‌دهد.
- اسطوره نشانه‌ای از عدم آگاهی بشر است. در گذشته انسان به پیروی از تخیل و کنجکاوی خود برای رویدادها علت و انگیزه می‌تراشیدو به این ترتیب، تخیل را با واقعیت‌ها پیوند می‌داد در واقع تمامی اساطیر، افسانه‌ها و ادیان بر پایه همین تخیلات زاده شدند. در یک‌کلام اسطوره تلاشی برای بیان واقعیت‌های پیرامونی با امور فراطبیعی است. انسان در تبیین پدیده‌هایی که به علتشان واقف نبوده، به تعبیرات فراطبیعی روی آورده و این دقیقاً زمانی است که هنوز دانش بشری توجیه‌کننده حوادث پیرامونی اش نیست.

## خاستگاه‌ها
نظریه‌های زیادی در مورد خاستگاه‌های دین وجود دارد. گِرِگ ام. اپستاین، کشیش رشتهٔ انسانیت در دانشگاه هاروارد، اظهار می‌دارد که لزوماً اکثر ادیان بزرگ دنیا مبتنی بر این اصل هستند که موجودات و نیروهای الهی می‌توانند نشانهٔ عدالت در ماوراءالطبیعه باشند که در طبیعت قابل رؤیت نیستند.
جیمز فریزر  اسطوره‌شناس انگلیسی نوشته است همه ادیان در اصل، آیین‌های باروری بودند که بر گرد پرستش و قربانی کردن و الوهیت خورشیدی متمرکز بودند که در زمان بهار با الههٔ زمین وصلت می‌نماید، این افسانه عصاره همهٔ اساطیر عالم است.

## کارکردهای دین
بسیاری از کارهای امیل دورکیم بر کارکردهایی دین بر جامعه تأکید دارد. بینش‌های دورکیم امروزه همچنان بر تفکرات جامعه شناختی در مورد کارکردهای دین تأثیر می‌گذارد.
معنا و هدف دادن به زندگی
درک بسیاری از مسائل در زندگی دشوار است. حتی در عصر بسیار علمی امروز، بسیاری از جنبه‌های مرگ و زندگی یک راز باقی مانده است و ایمان و اعتقادات مذهبی به بسیاری از مردم کمک می‌کند تا چیزهایی که علم نمی‌تواند پاسخ‌گو باشد را درک کنند. روان‌شناسی آمریکایی، اریک اریکسون ابراز می‌کند که دین به‌طور بالقوه می‌تواند پاسخ‌ها و دیدگاه‌های نهایی را در مورد مسائل دست‌نیافتنی زندگی ارائه دهد.
تقویت وحدت و ثبات اجتماعی
این یکی از مهم‌ترین بینش‌های امیل دورکیم بود. دین ثبات اجتماعی را حداقل از دو جهت تقویت می‌کند. اول، باورهای مشترکی را به مردم ارائه می‌دهد و بنابراین عامل مهمی در اجتماعی شدن است. دوم، عمل مشترک به دین، مانند عبادتگاه‌ها، افراد را از نظر جسمی دور هم جمع می‌کند، ارتباطات و سایر تعاملات اجتماعی آنها را تسهیل می‌کند و در نتیجه پیوندهای اجتماعی آنها را تقویت می‌کند.
عامل کنترل اجتماعی
دین رفتارهای اخلاقی را به مردم می‌آموزد و بنابراین به آنها کمک می‌کند که چگونه اعضای خوب جامعه باشند در نتیجه نظم اجتماعی را تقویت می‌کند. در سنت یهودی-مسیحی، ده فرمان شاید معروف‌ترین مجموعه قوانین برای رفتارهای اخلاقی باشد.
هویت
تأثیر دین بر شکل‌گیری هویت نیز ممکن است از تأثیر جامعه ناشی شود. اگر هنجارهای جامعه برای اکثر افراد جامعه الزام‌آور باشد، هویت دینی ممکن است نقش مهمی در شکل‌گیری هویت داشته باشد. قدرت پیوند نیز به دوره تحت پوشش بستگی دارد. به نظر می‌رسد که دین در قدیم در مقایسه با جامعه مدرن نیرومندتر بوده است. در گذشته، بیشتر جوامع تمایل به مذهبی بودن داشتند. این بدان معناست که تأثیر دین بر هویت در چنین جوامعی قوی خواهد بود. این در تضاد با جامعه مدرنی است که دین هنوز نقش مهمی در آن ایفا می‌کند، اما در مقایسه با گذشته بسیار کمتر است. تأثیر دین در شکل‌گیری هویت در این نوع صورت ممکن است کمتر باشد. به‌طور کلی، مذهب بسته به شرایط، گروه‌های تحت پوشش و دوره تحت پوشش، یک عامل کلیدی در شکل‌گیری هویت است.
بهزیستی روانی و جسمی بیشتر
ایمان و عمل دینی می‌تواند با ایجاد آسایش برای افراد در مواقع ناراحتی و افزایش تعامل اجتماعی آنها با دیگران در مکان‌های عبادت، بهزیستی روانی را افزایش دهد. بسیاری از مطالعات نشان می‌دهند که افراد در هر سنی، نه فقط افراد مسن، اگر متدین باشند از زندگی خود شادتر و راضی‌تر هستند. ظاهراً دینداری سلامت جسمانی بهتری را نیز ارتقا می‌دهد و برخی مطالعات حتی نشان می‌دهند که افراد مذهبی تمایل بیشتری به زندگی نسبت به افرادی که مذهبی نیستند، دارند.
بر اساس تحقیقی که در دسامبر ۲۰۱۰ در مجله بازنگری جامعه‌شناختی آمریکا منتشر شد، شادتر بودن افراد مذهبی نه به علت وابستگی به فرقه یا اعتقاد خاصی، بلکه از لذت‌های اجتماعی ناشی از شرکت داشتن در خدمات منظم ناشی می‌شود. گردهم آمدن با دیگران در کلیسا، معبد یا کنیسه به مردم اجازه می‌دهد تا شبکه‌های اجتماعی، روابط نزدیکتر و در نهایت رضایت بیشتری از زندگی به دست بیاورند.
بهبود افسردگی در زمینه مذهبی بهتر پیش می‌رود. طبق مقاله‌ای که در سال ۱۹۹۸ در مجله آمریکایی روان‌پزشکی منتشر شد، بیماران مسنی که به دلیل مشکلات جسمی در بیمارستان بستری بودند و از افسردگی نیز رنج می‌بردند، اگر دین جزء ذاتی زندگی آنها بود، امکان بهبود آنان از مشکلات روحیشان بیشتر بود. دانشمندان در مجله روان‌شناسی بالینی در سال ۲۰۱۰ گزارش داده‌اند که اعتقاد به خداوند مهربان پاسخ به درمان روان‌پزشکی در بیماران افسرده را بهبود می‌بخشد. به گفته پاتریشیا مورفی، محقق دانشگاه راش، این افزایش پاسخ و ایجاد احساس امید در بیمار، به دیگر عواملی که ممکن است به وسیله مذهب اعطا شود، ارتباطی ندارد.
برانگیختن مردم جهت تغییرات مثبت اجتماعی
دین چند دهه پیش در توسعه جنبش حقوق مدنی جنوب آمریکا نقش اساسی داشت. اعتقادات مذهبی مارتین لوتر کینگ و دیگر فعالان حقوق مدنی را برانگیخت تا جان خود را برای جداسازی مناطق جنوبی به خطر بیندازند. کلیساهای سیاهپوست در جنوب نیز به عنوان محیطی عمل می‌کردند که در آن جنبش حقوق مدنی جلساتی برگزار می‌کرد، اعضای جدید را جذب می‌کرد و پول جمع‌آوری می‌کرد.
نابرابری و تعارض
دین می‌تواند نابرابری اجتماعی و تعارض اجتماعی را نیز تقویت و ارتقا دهد. این دیدگاه تا حدی از کارل مارکس الهام گرفته شده است، او گفت که دین افیون توده‌ها است (مارکس، ۱۸۴۳). منظور او این بود که دین مانند مواد مخدر، مردم را از شرایط موجود خوشحال می‌کند. بسیاری از مردم بر این باورند که اگر رنج خود را تحمل کنند، در آخرت پاداش خواهند گرفت. دیدگاه‌های مذهبی آنها باعث می‌شود طبقه سرمایه‌دار را در فقر خود سرزنش نکنند و در نتیجه قیام نکنند. مارکس گفته است، به این دلایل، دین فقرا را به پذیرش سرنوشت خود سوق می‌دهد و به حفظ سیستم موجود نابرابری اجتماعی کمک می‌کند.
نابرابری جنسیتی
دین همچنین با ارائه کلیشه‌های منفی در مورد زنان و تقویت دیدگاه‌های سنتی در مورد تبعیت آنها از مردان، نابرابری جنسیتی را ارتقا می‌دهد. نظریه‌پردازان فمینیست ادعا می‌کنند که اگرچه زنان به‌طور معمول کسانی هستند که کودکان را به دین‌داران تبدیل می‌کنند، اما به‌طور سنتی قدرت‌های بسیار کمی در ادیان داشته‌اند.
افزایش درگیری اجتماعی
دین می‌تواند درگیری اجتماعی را ترویج دهد، و تاریخ جهان نشان می‌دهد که افراد و تمام جوامع و ملت‌ها کاملاً آماده تعقیب، کشتن و جنگ بر سر اختلافات مذهبی هستند.
افزایش حرمت نفس
بسته به محل زندگی، ممکن است دین موجب شود انسان احساس بهتری نسبت به خود داشته باشد. بر اساس مطالعه‌ای که در ژانویه ۲۰۱۲ انجام شده است، افرادی که مذهبی هستند از عزت نفس بالاتری برخوردار هستند و سازگاری روانی بهتری نسبت به افرادی که مذهبی نیستند، در آنها دیده می‌شود اما این مزیت مذهبی فقط برای افرادی است که در کشورهایی زندگی می‌کنند که دین آنها گسترده و مهم است. یافته‌هایی که در مجله فیزیولوژیکال ساینس گزارش شده است، نشان می‌دهد که مذهبی بودن یک فرد متدین در ترکیه موجب تقویت شادی در آن شخص می‌شود، اما در سوئد سکولار چنین مزیتی مشاهده نمی‌شود.
افزایش باروری
مرکز تحقیقات پیو نتایج یک نظرسنجی گسترده و ۳۵۰۰۰ نفری دربارهٔ وضعیت دین در آمریکا را در سال ۲۰۱۵ منتشر کرد. در این نظرسنجی تفاوت فاحش نرخ باروری بین اعضای سنت‌های مختلف مذهبی به چشم می‌خورد. طبق داده‌های مرکز تحقیقات پیو، یک مورمون می‌تواند انتظار داشته باشد که به‌طور متوسط در طول زندگی خود ۳٫۴ نوزاد به دنیا آورد. یهودیان، کاتولیک‌ها و بیشتر فرقه‌های پروتستانیسم دارای نرخ باروری بین ۲ تا ۲٫۵ هستند. در انتهای پایین طیف زادوولد، خداناباوران، با ۱٫۶ کودک و ندانم‌گراها، که میانگین کودکان آنها فقط ۱٫۳ کودک است قرار دارند. همچنین در این نظرسنجی روندهای دوگانه کاهش پایبندی به ادیان مسیحی و افزایش ظهور افراد بی‌دین نیز دیده می‌شود. بر اساس گزارش پیو، پیش‌بینی می‌شود سهم افرادی که اعتقاد خاصی ندارند در جمعیت آمریکای شمالی طی ۴۰ سال آینده افزایش یابد. اما سهم چنین افرادی در جمعیت جهان، تا حدی به دلیل نرخ پایین باروری کاهش یابد.

## طبقه‌بندی
توسعهٔ دین فراخور فرهنگ‌های مختلف اشکال مختلفی به خود گرفته است. برخی ادیان تأکید را بر باورها قرار داده‌اند در حالی‌که ادیان دیگر بر اعمال تکیه دارند. برخی ادیان روی تجربیات دیداری، ایمان فردی تمرکز دارند در حالی‌که دیگر ادیان فعالیت‌های جمعی دینی را ارزشمندتر می‌دانند. برخی ادیان ادعا می‌کنند که جهانی هستند، باید به قانون‌ها و جهان‌بینی‌شان اعتقاد داشته باشند، در حالی که ادیان دیگر فقط به‌وسیلهٔ یک گروه کاملاً مشخص یا محدود فعالیت‌های خود را انجام می‌دهند. در بسیاری از جاها دین با سازمان‌های عمومی همچون آموزش و پرورش، بیمارستان‌ها، خانواده، حکومت و سلسله مراتب سیاسی آمیخته شده است.
برخی مطالعات آکادمیک که این موضوع را مورد مطالعه قرار داده‌اند دین را به سه بخش تقسیم کرده‌اند: ادیان جهانی، یک اصطلاحی است که به فرهنگهای سرتاسری، باورهای ملی اشاره می‌کند: ادیان بومی، که به گروه‌های دینی فرهنگی خاص اشاره می‌کند و جنبشهای مذهبی جدید که به باورهای تازه توسعه یافته اشاره می‌کند. یک نظریهٔ پیشرفتهٔ آکادمیک دین، ساختارگرایی اجتماعی، می‌گوید که دین یک مفهوم جدیدی است که همهٔ اعمال معنوی و عبادی پیروانش را یک مدلی شبیه به ادیان ابراهیمی می‌داند که همانند یک سیستم منظمی به تفسیر واقعیت و دفاع از وجود انسانی کمک می‌کند، بنابراین دین، به عنوان یک مفهوم، برای فرهنگ‌های غیرغربی که بر پایهٔ چنین سیستمی بنا نهاده نشده‌اند، یا برای سیستم‌هایی که ساختار ساده‌تری دارند به صورت نامناسب بکار برده شده است.

### شمار پیروان ادیان

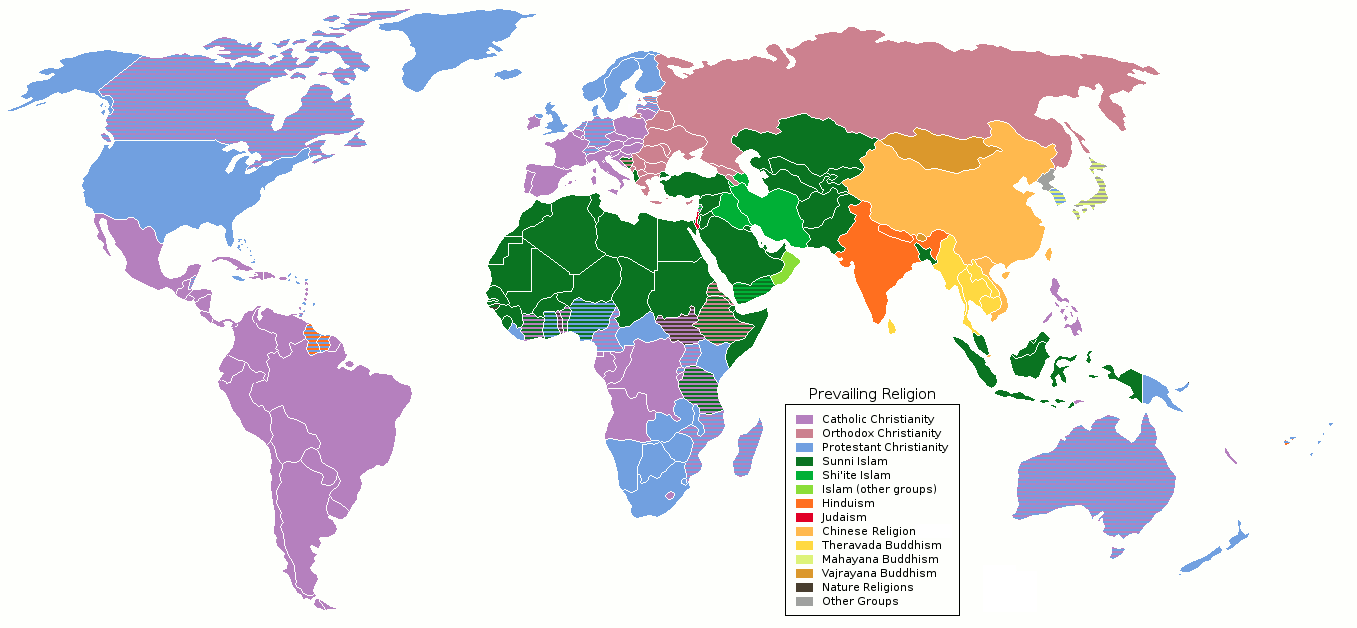
نقشه جغرافیای ادیان

یافتن منبع رسمی و کاملاً موثق برای اظهار نظرهای دقیق در مورد شمار پیروان مذاهب در سراسر جهان بسیار سؤال‌برانگیز و دشوار است. نه تنها روش پژوهش متفاوت است، بلکه به‌طور قابل توجهی بسته به وضعیت کشورها بسیار متفاوت است، به عبارتی دیگر فقط از کشورهایی که در آن‌ها آزادی مذاهب به معنای دقیق کلمه وجود دارد نسبتاً می‌توان داده‌های دقیق و مورد اطمینانی به‌دست‌آورد. اما حتی در آنجا هم اختلاف‌های بالای آماری در داده‌های مختلف مشاهده می‌شود. به‌طور مثال بسته به اینکه منبع کسب آمار رجوع به‌شمار اعضای یک تشکل دینی باشد یا مصاحبه مستقیم،  نتایج آماری متفاوت است. رژیم‌هایی که آزادی مذاهب را محدود می‌کنند یا کشورهایی که رسماً خود را بیخدا می‌نامند، به‌دست آوردن یک تصویر واقعی از دین را تقریباً غیرممکن می‌سازند. علاوه بر این، در ادیان و جوامع و فرهنگ‌های متفاوت، معیار دیندار بودن یا به عبارتی پیرو یک دین به‌شمار آمدن در گوشه و کنار جهان متفاوت است و ناهمگون، به‌طور مثال، مسیحیت در کشورهای آفریقایی با مسیحیت در بسیاری از کشورهای اسکاندیناوی متفاوت است. در آلمان آمار مسیحیان تنها به پرداخت کنندگان مالیات کلیساها محدود می‌شود، در عربستان سعودی حتی اگر کسی به هیچ وجه هیچ‌گونه عقیدهٔ دینی نداشته باشد، همینکه شهروند عربستانی است جزء آمار شمرده می‌شود، نقص دیگر در صحت آمار ادیان می‌تواند از این موضوع ناشی شود که، کودکان و نوجوانانی که به دین والدین خود نسبت داده می‌شوند، نمی‌توان گفت که همه لزوماً به‌طور کامل خود را متعلق به آن آیین احساس می‌کنند. برخی کشورها با سیستم‌های آماری شناخته شده و معتبر داده‌های دقیق تری ارائه می‌دهند اما چون سیستم‌های آمارگیری در کشورها متفاوت است از این رو نمی‌توان به آسانی از مقایسهٔ داده‌ها هم کسب نتیجه کرد. شایان ذکر است که در این لیست قطعاً نام تمام ادیان موجود وجود ندارد و تنها بر طبق دو پایگاه دادهٔ ذکر شده، ادیان با بیشترین پیروان ذکر شده است.
| پنج دین بزرگ جهان | ۲۰۱۰ (میلیارد) | ۲۰۱۰ (%) | ۲۰۰۰ (میلیارد) | ۲۰۰۰ (%) | جمعیت‌شناسی                         |
| ----------------- | -------------- | -------- | -------------- | -------- | ---------------------------------- |
| مسیحیت            | ۲٫۲            | ۳۲٪      | ۲٫۰            | ۳۳٪      | فهرست کشورها بر پایه جمعیت مسیحیان |
| اسلام             | ۱٫۶            | ۲۳٪      | ۱٫۲            | ۱۹٫۶٪    | فهرست کشورها بر پایه جمعیت مسلمان  |
| هندوئیسم          | ۱٫۰            | ۱۵٪      | ۰٫۸۱۱          | ۱۳٫۴٪    | هندوئیسم در کشورها                 |
| آیین بودایی       | ۰٫۵            | ۷٪       | ۰٫۳۶۰          | ۵٫۹٪     | جغرافیای آیین بودا                 |
| دین عامیانه       | ۰٫۴            | ۶٪       | ۰٫۳۸۵          | ۶٫۴٪     |                                    |
| جمع               | ۵٫۸            | ۸۴٪      | ۴٫۸            | ۷۸٫۳٪    |                                    |

## ادیان خاص

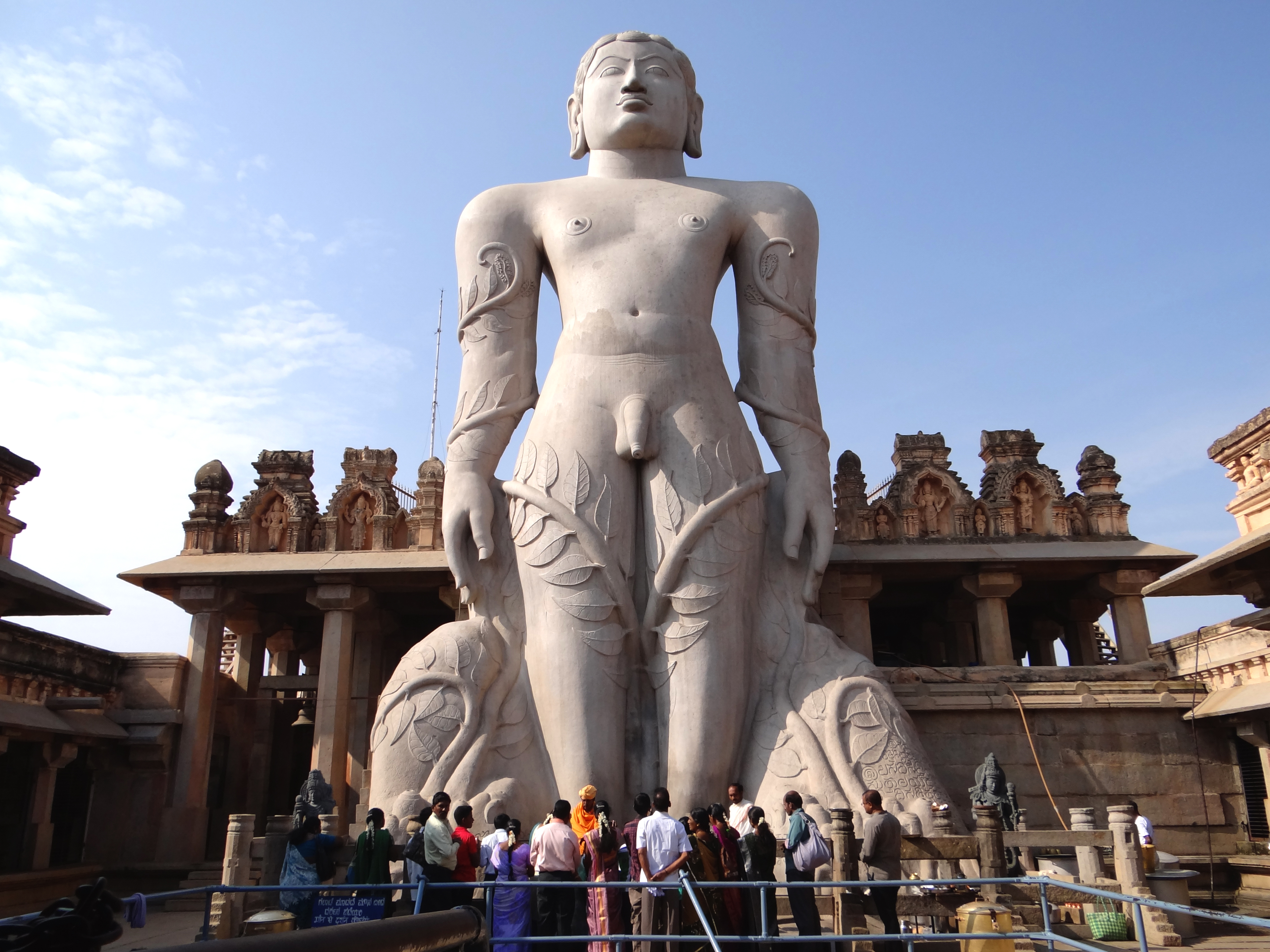
مجسمه گوماتارایا در هند، این مجسمه نماد دستورهای دین جین، صلح، عدم خشونت، قربانی کردن امور دنیوی و ساده زیستی است. این مجسمه در حدود سال ۹۸۳ پس از میلاد ساخته شده و یکی از بزرگ‌ترین مجسمه‌های مستقل در جهان است.

دین یا اصطلاحاً «آسمانی» است یعنی پیامبر ی آمده و مدعی این است که هر چه آورده از طرف آنچه وی خدا می‌نامد سرچشمه گرفته یا «آسمانی» نیست یعنی حاصل افکار و عقاید یک انسان می‌باشد. ادیان لزوماً خدامحور نیستند ولی به نظر می‌رسد تمام ادیان معتقد به ماوراء طبیعت باشند.

### ابراهیمی

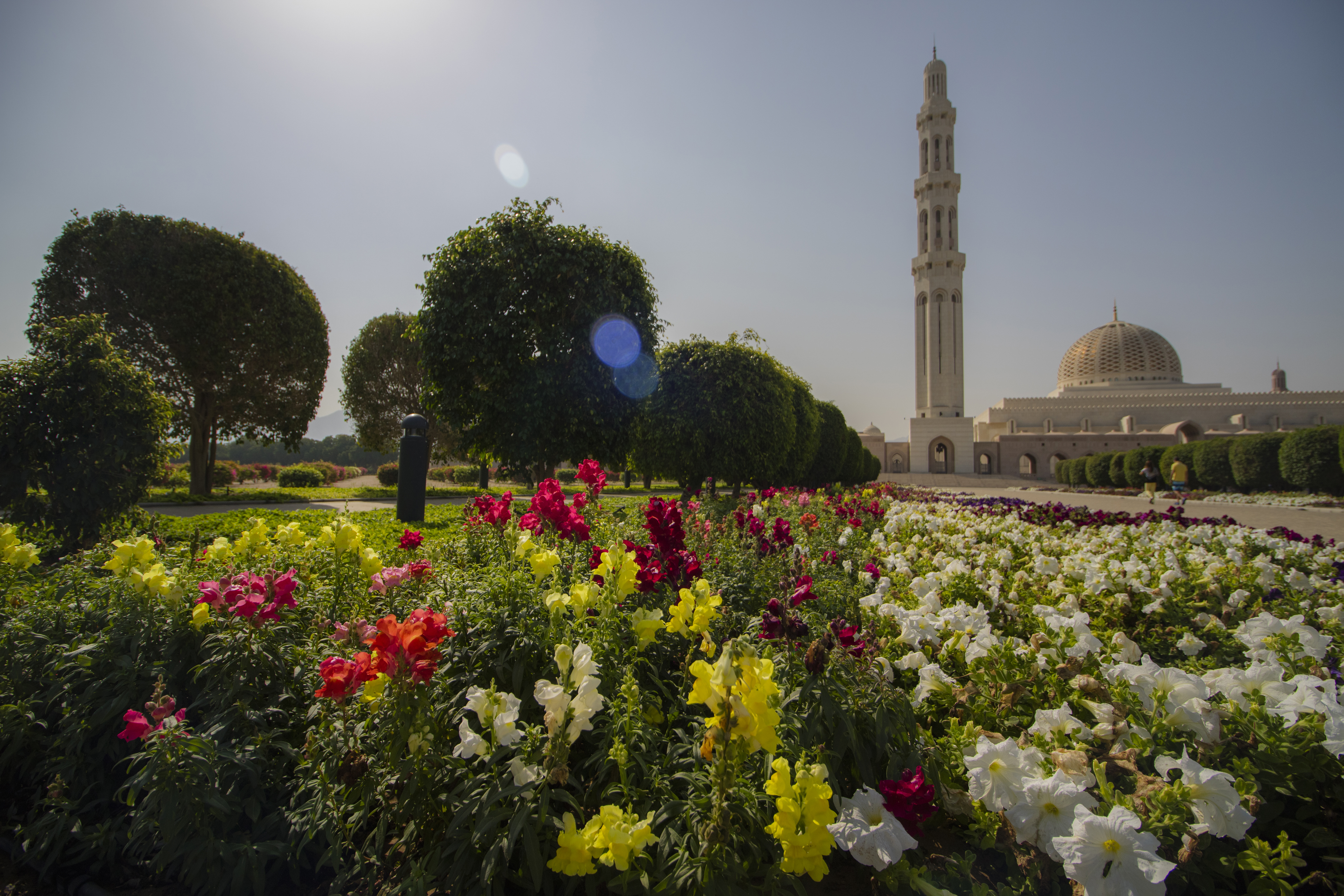
مسجد سلطان قابوس، عبادتگاه مسلمانان شهر مسقط پایتخت عمان

از گسترده‌ترین دین‌های جهان می‌توان از دین‌های ابراهیمی نام برد. دین‌های ابراهیمی که همه از یک ریشه و منطقهٔ خاور میانه سرچشمه می‌گیرند عبارت‌اند از اسلام، مسیحیت و یهودیت. 

### ادیان هندی
- هندوئیسم
- جین (دین)
- آیین بودایی
  - ترواده
  - مهایانه
  - وجره‌یانه
- آیین سیک

### آسیای شرقی
- آیین بودایی
- کنفوسیوسگرایی
- ادیان بومی: ادیان سنتی چینی
- شینتو

### بومی و محلی
- دین بومی
- شمن‌باوری

### آفریقایی سنتی
- ادیان سنتی آفریقایی

### ایرانی
- دین‌های ایرانی
- بهائیت
- بابیه
- یارسان
- مزدیسنا
- زروانی
- مهرپرستی
- مانویت
- مزدکی
- یزدانیسم
- ایزدیان
- استگ دین

### جنبش‌های مذهبی نوپدید
- جنبش‌های نوپدید دینی
- بهائیت
- اکنکار
- اپیکوریسم
- شاهدان یهوه
- دروئید (امروزی)
- جهان‌گرایی توحیدگرا
- ویکا

## نقد دین
مشکلات زیر با دین مرتبط در نظر گرفته می‌شود: تعارض با علم، محدود کردن آزادی‌ها، توهم، ادعای داشتن حقیقت منحصر به فرد، ترس از مجازات، احساس گناه، تغییرناپذیری، ایجاد ترس، درگیری‌های داخلی، غیر منطقی بودن، توجیه خشونت ، محدودیت حقوق زنان، قدیمی بودن، تداوم فرقه فرقه شدن، آزار و شکنجه، تعصب، رد دیدگاه گسترده‌تر، ساختارهای اجتماعی، آداب و رسوم عجیب، روابط تیره با پیروان مذاهب مختلف، ساختار دین، سرکوب کنجکاوی، استفاده از آن به عنوان ابزاری برای کنترل و پیچیدگی
کنت لوسی استاد فلسفه و دین در دانشگاه نوادا عقیده دارد که مشکل اصلی ادیان در شیوه‌ای است که اکثر مردم به دین خود می‌رسند، یعنی. به دست آوردن اعتقادات از طریق شخصیت‌های مقتدر در دوران کودکی خود. اکثر اعضای گروه‌های مذهبی معتقدند که این عقاید همان چیزی است که در کودکی به آنها آموزش داده شده است. اگر کسی مسلمان است، به این دلیل است که مسلمان شده است. اگر یکی مورمون است، به این دلیل است که والدین مورمون بودند. اگر در خانواده‌ای کاتولیک، یهودی یا هندو بزرگ شوید، به احتمال زیاد شما عضوی از آن دین خواهید بود. البته این به‌طور جهانی صادق نیست. گاهی افراد در بزرگسالی به باورهای مذهبی جدیدی دست می‌یابند اما وقتی این اتفاق می‌افتد، اغلب نتیجه تأثیر برخی افراد کاریزماتیک است. در نتیجه این حقیقت ذاتی یا درستی آموزه‌ها نیست که باعث اعتقادات می‌شود، بلکه اعتقاد در نتیجهٔ اقتدار شخصی افراد با نفوذی است که کودک را بزرگ کرده یا آموزش داده‌اند.
بسیاری از بی‌خدایان بر این باور هستند که «برخلاف علم که رازهای ناگشوده را چالشی برای پاسخ‌گویی می‌یابد، دین فقط ناشناخته‌ها را تقدیس می‌کند». ولی این موضوع را دین یاران ادیان مختلف از جمله اسلام رد می‌کنند چون عقیده دارند مسئلهٔ لا ادری‌گری بسیار در میان آن‌ها کم است و دلایل متعددی برای اثبات موضوعاتی که برای آن‌ها تقدس قائلند بیان می‌کنند.
برخی قائلند علت وجود ادیان کوشش دسته‌ای از انسان‌ها برای توجیه پدیده‌هایی که هنوز با عقل و خرد خود توضیحاتی برای آن نیافته‌اند است.
انسان‌ها به منظور حفاظت از خود و همچنین به خاطر درجه‌ای از نیاز، به مراسم، عادت‌ها، دعاها، التماس‌ها و قربانی کردن‌هایی رو می‌آورند که مجموعه آن‌ها دین نامیده می‌شود.
همچنین در تعبیری دیگر دین کوشش انسان برای تماس با «ماوراءالطبیعه‌ای» است که بسیاری آن را فرضی می‌دانند.
آلبرت اینشتین می‌گوید: «دانش تنها می‌تواند چیستی را معلوم دارد، اما نه آنچه را باید باشد و انواع قضاوت‌های ارزشی خارج از قلمرو آن باقی خواهد ماند. از جهت دیگر دین تنها افکار و اعمال انسانی را ارزیابی می‌کند، دین نمی‌تواند معقولانه از حقایق و روابط بین آن‌ها سخن گوید… اما اکنون قلمرو علم و دین کاملاً از یکدیگر جدا شده است، علی‌رغم اینکه بین آن‌ها روابط دو جانبه و وابستگی‌های قوی وجود دارد. هر چند ممکن است مذهب هدف‌ها را مشخص سازد اما این علم است که به ما کمک می‌کند به این هدف‌ها برسیم.»